# Jamaicatangara
Jamaicatangara (Loxipasser anoxanthus) är en tätting som länge placerats i familjen fältsparvar men som tillsammans med många andra arter flyttats till familjen tangaror, därav det svenska trivialnamnet. 

## Utseende och läte
Jamaicatangaran är en liten finkliknande fågel. Båda könen har lysande gulgrönt på skuldrorna och beige på undergumpen. I övrigt liknar den sisitangaran, men skiljs på slankare näbb och mer färglös rygg. Vidare har hane jamaicatangara helsvart huvud, medan det svarta på sisitangaran är begränsat till ansiktet. Sången består av en serie med fyra eller fem ljusa och sträva toner som antingen stiger eller faller i tonhöjd, följt av en till tre toner på en annan tonhöjd.

## Utbredning och systematik
Fågeln förekommer i kuperade områden och berg på Jamaica. Den placeras som enda art i släktet Loxipasser och behandlas som monotypisk, det vill säga att den inte delas in i några underarter.

### Familjetillhörighet
Liksom andra finkliknande tangaror placerades denna art tidigare i familjen Emberizidae. Genetiska studier visar dock att den är en del av tangarorna.

## Levnadssätt
Jamaicatangaran hittas i skogsbryn, öppet skogslandskap och närliggande snåriga områden. Den ses vanligen i grupper om två till fem fåglar. Arten är en fröätare.

## Status
Trots det begränsade utbredningsområdet och att den tros minska i antal anses beståndet vara livskraftigt av internationella naturvårdsunionen IUCN.